# アフマド・テジャン・カバー
アルハジ・アフマド・テジャン・カバ（英語: Alhadij Ahmad Tejan Kabbah, 1932年2月16日 - 2014年3月13日）は、シエラレオネの元大統領（任期は1996年 - 1997年と1998年 - 2007年）。
シエラレオネの東部州カイラフン地区で敬虔なムスリムの親の元で生まれた。イスラム教徒だが、フリータウンにあるシエラレオネで最も古いカトリック教系のセント・エドワード中等学校で教育を受けていた。南部州出身のカトリック教徒パトリシア・カバー（旧姓タッカー）と結婚。その後、イギリスで経済学を学び、1959年に公務員生活へ。1968年、所属政党のシエラレオネ人民党 (SLPP) が選挙で敗北した後、公務員を解雇され、イギリスに亡命。イギリスで法律を学び、国連の職員に。1996年3月の大統領選で当選。1997年5月軍事クーデターで在職のままギニアに亡命。1998年3月、ナイジェリア軍中心の駐留軍がジョニー・ポール・コロマ少佐の軍事政権を崩壊させ復権。2002年5月再選。2005年9月に2007年8月11日に行われる大統領選挙に出馬させるため後継者としてSLPPのリーダーでもあるソロモン・ベレワ副大統領を指名したが、ベレワ副大統領は大統領選挙で9月17日最大野党全人民会議党 (APC) のアーネスト・コロマに敗北し、カバー大統領の後継者として大統領になることができなかった。
2014年3月13日、フリータウンの自宅で死去。82歳没。
彼は鉄道ファンで、何車両かの機関車を展示し、シエラレオネに鉄道博物館を計画した。またシエラレオネでかつて機関車が鉄道を走っていた事から、再び使えるようにシエラレオネの鉄道計画を行った。
妻パトリシアとの間にマリアナ・カバー、アフマド・テジャン・カバー・ジュニア、アブバカル・カバー、イサタ・カバー、マイケル・カバーの5人の子供がいる。妻のパトリシアは1998年に亡くなった。